# جغرافیای راهبردی
جغرافیای راهبردی یا جغرافیای استراتژیک حوزه ای است مربوط به کنترل یا دسترسی به مناطق فضایی که بر امنیت و رفاه کشورها تأثیر می گذارند. مناطق فضایی که به جغرافیای راهبردی مربوط می شوند با نیازها و توسعه انسانی تغییر می کنند. این رشته زیرمجموعه ای از جغرافیای انسانی است که خود زیرمجموعه ای از مطالعات کلی تر جغرافیا می‌باشد. جغرافیای راهبردی همچنین ارتباط تنگاتنگی با ژئواستراتژی دارد.